# Glaciar Onelli
El glaciar Onelli es un glaciar ubicado en el Parque Nacional Los Glaciares, Provincia de Santa Cruz, Argentina. El glaciar desagua en el lago Argentino y más concretamente en la bahía Onelli.
El glaciar Onelli se encuentra en recesión, como los demás del campo, exceptuando Perito Moreno. Su tributario, el glaciar Bolado, debido a esta recesión se encuentra desconectado de él, y el primero, a su vez, se ha separado más de las lenguas que le alimentan.